# 迪堡多富
迪堡多富資訊股份有限公司（Diebold Nixdorf）是美國一家跨国金融和零售技术公司，专门从事製造、銷售、安裝、服務於自助交易系统（例如ATM）、付款終端、物理安全產品等實體產品以及面向全球金融、零售和商业市场的软件和相关服务。目前迪堡多富的总部位于阿克伦-坎顿地区，业务遍及约130个国家，该公司拥有约23,000名员工。迪堡巴曼保险箱公司（Diebold Bahmann Safe Company）于1859年在俄亥俄州辛辛那提成立，最初公司名為Diebold Bahmann Safe Company，後更名为Diebold Safe＆Lock Company。1921年，Diebold Safe＆Lock Company将世界上最大的商业銀行金庫出售给了底特律国家银行（Detroit National Bank）。从那时起，迪堡便開始多元化發展，目前該公司是美国最大的ATM提供商。2016年，Diebold Inc.收购了德国的Wincor Nixdorf ，並更名為Diebold Nixdorf。当时据估计Diebold Nixdorf控制着全球35％的ATM市场。